# Bettina Rheims
Bettina Caroline Germaine Rheims (pronunciación en francés: /ʁɛ̃s/, n. en Neuilly-sur-Seine el 18 de diciembre de 1952) es una fotógrafa francesa.

## Carrera

### Primeras etapas
En 1973 actuó en Una dama y un bribón, película de Claude Lelouch.
La carrera fotográfica de Bettina Rheims empezó en 1978, cuando hizo una serie de fotografías de acróbatas y artistas de strip-tease, lo que llevaría a sus primeras exposiciones. Este trabajo revelaría el tema favorito de Rheims, el modelo femenino, al que volvería una y otra vez a lo largo de su carrera. "Amo la carne. Soy una fotógrafa de la piel".
Los años ochenta dieron a Rheims la oportunidad de retratar a varias mujeres, tanto famosas como desconocidas, lo que dio como resultado la publicación de Female Trouble (1989).
En 1982, la serie Animal le permitió dirigir su lente a otro tipo de desnudo: el de los animales embalsamados con miradas fijas, "que parece que querían expresar algo más allá de la muerte". "Tenía que capturar su mirada fija", declaró la fotógrafa.
En 1986, Bettina Rheims realizó el clip del tube Voyage, Voyage de la cantante Desireless.
Con Modern Lovers (1989-1990) la fotógrafa cuestionó el género, la androginia y la transexualidad. Le siguieron otras dos publicaciones sobre el tema: Les Espionnes (1992) y Kim (1994).

### Los noventa
A comienzos de los noventa, Rheims trabajó en una de sus grandes series, titulada Chambre Close (1990-1992). Fue la primera en color y marcó el comienzo de su colaboración con el novelista Serge Bramly, en una obra en la que a sus fotografías se unió la ficción del escritor. De esta forma, Chambre Close es una parodia de las primeras fotos pornográficas -habitaciones con paredes desvaídas, anticuados papeles pintados— aun así, en esencia, logra representar a modelos no profesionales en poses interpretando el erotismo y la confusión entre aquellos que miran y los que se están exhibiendo.
"Usando el color e impresiones de calidad extrema, la carne parece viva y proporciona un realismo desconcertante a la obra. Bettina Rheims así trasciende al cuerpo para alcanzar una feminidad primitiva en su "id" psicoanalítico - sus impulsos más o menos reprimidos, impulsos sexuales en particular. Al mismo tiempo que estos impulsos salen a la superficie, la consciencia del modelo, a través de su piel, el artista los captura en la película".
En 1995, Rheims fue invitada por Jacques Chirac al final de su campaña presidencial para trabajar entre bambalinas en una serie de fotografías siguiendo las etapas finales de la elección. Después de la elección, la Presidencia de la República Francesa encargó a Rheims que realizara el retrato oficial de Jacques Chirac. Ella le contó al periódico Libération que quería dar al presidente "el aspecto relajado de los grandes héroes de los westerns".
La década se cerró con la publicación, en 1999, del libro I.N.R.I. y su exposición epónima. Uniendo de nuevo la mirada fija de Rheims con la prosa de Bramly, I.N.R.I. construye un diálogo filosófico sobre la historia de la crucifixión a través de fotografías de escenas de la vida de Jesucristo, desde la Anunciación a la Ascensión. Rheims propuso "ilustraciones adecuadas a nuestros tiempos, tras la aparición de la fotografía, el cine y la imaginería de la publicidad, como si Jesús regresara hoy". En Francia, la publicación de esta obra fue muy controvertida.

### Los años 2000
En 2002, Rheims creó una serie en Shanghái durante dos largas estancias en la ciudad. "Las primeras impresiones de un viajero que llega a Shanghái son las de gente con tradiciones y rituales ancestrales muy arraigados que se lanzaron a la frenética carrera del mundo actual. Mezclándose en esta 'otra forma de pensamiento' y sin ningún prejuicio, Bettina Rheims nos ofrece una nueva perspectiva de esta paradoja, que es la coexistencia de China con sus tradiciones milenarias, su faceta de vanguardia, sus aspectos oficiales y sus rasgos ocultos".
En 2005, en la Galerie De Noirmont, Rheims expuso Héroïnes, una obra que fue principalmente un homenaje a la escultura. En esta ocasión, la fotógrafa colaboró con el diseñador Jean Colonna para vestir a las mujeres en ropas originales. "Antiguos vestidos de alta costura se conjuntaron de nuevo en cada uno de estos iconos contemporáneos. Estas mujeres, con su belleza poco convencional, luego jugaron con una piedra, que por un momento se convirtió en su pedestal".
A finales de la década del 2000, Rheims trabajó con Bramly de nuevo y expuso Rose, c’est Paris en 2010 en la Biblioteca Nacional de Francia. La narración fotográfica de nuevo se construyó sobre un fragmento de ficción que Rheims y Bramly crearon a partir de elementos autobiográficos. En esta obra, París desempeña "el papel de la musa más que el tema, y [aparece], a través de los personajes entretejidos con la historia, en una manera casi alegórica. Una mujer joven a la que conocemos por su initial, B., busca a Rose, su hermana gemela que -según ella- ha desaparecido. Presentada como una "gran serie misteriosa", un género muy estimado por los surrealistas, Rose, c’est Paris se divide en trece episodios en los que descubrimos, entre otras cosas, un París infrecuente u oscuro, que es voluntariamente intemporal".

### Los años 2010
Expuesta en Düsseldorf en el año 2012, la serie Estudios de género persigue cuestionarse la representación de género. La unión de imagen y sonido (por Frédéric Sanchez) presenta 27 retratos sonoros de jóvenes hombres y mujeres que respondieron a una petición que la fotógrafa puso en Facebook. Las fotos se acompañan por extractos de entrevistas y han aparecido en varias exposiciones y un libro.
En marzo de 2016, se celebró una retrospectiva completa de su obra en la Maison Européenne de la Photographie de París.
Y, en mayo-junio de 2016, el número de IDEAT, n.º 122.

### Obras de encargo y retratos de mujeres famosas
Bettina Rheims ha trabajado también en campañas publicitarias para moda y grandes firmas, como Chanel y Lancôme, así como retratando a mujeres famosas para revistas internacionales.
Entre los retratos más famosos, pueden mencionarse los de Madonna, Catherine Deneuve, Charlotte Rampling, Carole Bouquet, Marianne Faithfull, Barbara, Kylie Minogue, Claudia Schiffer o Asia Argento.

## Inspiración
Rheims dice que la inspiran Diane Arbus y Helmut Newton así como la obra de pintores antiguos.

## Obras
- Modern Lovers, Éditions Paris Audiovisuel, 1990.
- Female Trouble, Schirmer / Mosel Verlag, 1991.
- Chambre Close (texto de Serge Bramly), Gina Kehayoff Verlag, Múnich, 1992.
- Les Espionnes (texto de Bernard Lamarche-Vadel), Kehayoff Verlag, Múnich, 1992.
- Kim, Kehayoff Verlag, Múnich, 1994.
- Animal, Kehayoff Verlag, Múnich, 1994.
- I.N.R.I. Jésus, 2000 ans après... (texto de Serge Bramly), Éditions Albin Michel, París, noviembre de 1998.
- X'mas, Éditions Léo Scheer, París, octubre de 2000.
- A Room in the Museum of Modern Art in Frankfurt, Kehayoff Verlag, Múnich, 2000.
- Morceaux Choisis, Steidl Verlag, Gotinga, 2002.
- Shanghai (text by Serge Bramly), Éditions Robert Laffont, París, octubre de 2003.
- Rétrospective, Schirmer/Mosel Verlag, Múnich, 2004.
- More Trouble, Schirmer / Mosel Verlag, Múnich, 2004.
- Oxymoriques. Les Photographies de Bettina Rheims, Michel Onfray, Éditions Jannink, París, 2005.
- Héroïnes, Galerie Jérôme de Noirmont, París, 2006.
- The Book Of Olga (texto de Catherine Millet), Taschen Verlag, Colonia, 2008.
- Rose, c'est Paris (texto de Serge Bramly), Taschen, 2010.
- Mylène Farmer, Programa de concierto TIMELESS 2013, París, 2013.

## Familia
Bettina Rheims es la hija de Maurice Rheims, un subastador de arte e historiador, novelista, mientro de la Académie française y administrador del legado de Pablo Picasso, y hermana de las escritora y productora Nathalie Rheims. Fue compañera de Serge Bramly y hoy está casada con el abogado Jean-Michel Darrois. También está relacionada con la familia Rothschild, a través de su bisabuelo (la rama llamada los "von Worms").

## Premios y condecoraciones
- 1994: Grand Prix de la Photographie, París
- 14 de julio de 2013: Comandante de la Legión de Honor francesa (Oficial, 2006)[14]